# Mačevo
Mačevo é uma aldeia localizada no município de Berovo, na República da Macedônia do Norte.